# 石田正治
石田 正治（いしだ まさはる、1947年 - ）は、日本の政治学者、国際政治学者。
福岡県出身。九州大学法学部名誉教授。元九州大学大学院法学研究院教授。専門は、政治動態学。

## 略歴
1966年、福岡県立福岡高等学校卒業。1971年、九州大学工学部卒業。1973年、同大学法学部卒業。朝日新聞社総務局を経て、1977年、九州大学大学院法学研究院修士課程入学。1982年、九州大学大学院法学研究科博士課程単位取得退学。同大学、助手、助教授を経て1992年から教授。1993年、九州大学から『安全保障のパラドックス ―トルーマンと冷戦国家の形成―』で博士(法学)を授与される。2011年度をもって定年退職。2012年4月より同名誉教授。

## 著書

### 単著
- 『冷戦国家の形成―トルーマンと安全保障のパラドックス』（三一書房, 1993年）
- 『沖縄の言論人 太田朝敷―その愛郷主義とナショナリズム』（彩流社, 2001年）
- 『ホームヘルプ活動と「人間の尊厳」―介護や介助が介入にならないための心構え』（アイネック学術出版, 2003年）
- 『ホームヘルプの専門家であるために』（アイネック学術出版, 2003年）
- 『愛郷者 伊波普猷―戦略としての日琉同祖論』（沖縄タイムス社, 2010年）

### 共編著
- （菅英輝）『21世紀の安全保障と日米安保体制』（ミネルヴァ書房, 2005年）